# 高速馬場
高速馬場（こうそくばば）とは、主に競馬の芝コースの競走において、競走馬が速いタイムで入線しやすい馬場状態のことである。
主に日本の競馬で日本中央競馬会(JRA)が馬場の改良を続けた結果として、コースのクッションが効いた状態となりコースレコードの更新が多く見られることから、近年の日本の競馬場の馬場状態を指して高速馬場と呼ばれる。なお、JRAは「レコードを出させるために、馬場を改良しているわけではない」と明言している。

## 傾向
高速馬場は、馬場の外側よりも内側、後ろに陣取る差し・追込よりも前に位置する逃げ・先行の脚質の方が有利とされる。また近年、競走馬の必要な能力として、スタミナよりもスピードが要求されるようになった。

## 出来事
1995年の第36回宝塚記念では、ファン投票1位で出走したライスシャワーが競走中に故障し、安楽死の処置が取られた。このレースで優勝したダンツシアトル、3着だったエアダブリン、14着のネーハイシーザー、最下位でゴールしたナリタタイシンの4頭がこの宝塚記念から少し経った後に屈腱炎を発症し、ダンツシアトルとナリタタイシンは引退に追い込まれている。その前日に行われた阪急杯でもバンブーユージンが故障、安楽死となっており、いずれもその原因が当時の京都競馬場の固く締まった「高速馬場」で激走したのが原因だったのではないかとの指摘がある。しかし、月本裕や辻谷秋人、アラン・ムンロはこうした見解を否定している。
2014年の第34回ジャパンカップでは、アイルランドからの遠征馬トレーディングレザーが4コーナーで競走中止。予後不良となる事象があった。これについて高速馬場によって招かれたという指摘がある。
2018年の第38回ジャパンカップは、アーモンドアイが東京芝2400メートルの今までのコースレコード、芝2400メートル日本レコード・世界レコードを更新する2分20秒6で優勝した。このタイムは同年の凱旋門賞より11秒以上も速く、「ガラパゴス化した高速馬場」との指摘がなされている。同年は2頭の外国馬も参戦したものの、日本の馬場に対応できず2桁着順に敗退。翌2019年の第39回ジャパンカップは史上初の外国馬出走ゼロとなったが、その原因にも日本特有の「超高速馬場」を指摘する声もある。

## 議論
騎手の武豊は、近年の馬場について、「外国馬がジャパンカップからますます遠のいてしまう」という指摘をしている。
元騎手で、競馬評論家の安藤勝己は、「日本の軽い馬場が時計のかかる重い芝で競ってきた外国の関係者が敬遠しがちになる」「日本だけでしか通用せんようなことをしとっては、真の意味での国際交流は成立せんし、いずれは見放されるだけ」と指摘している。
美浦トレーニングセンター・尾関知人厩舎に所属の調教助手である西塚信人も「これほど速いタイムが出る日本の馬場状態は、世界から見てもガラパゴス化しているのではないか」「海外とは違う馬場ですから、日本で結果を残した馬が海外では思うような結果を残せない、また逆のケースも多くなってくるはず」「国際化を目指す上でどうなのか」と指摘している。